# Pseudacraea
Pseudacraea is een afrotropisch geslacht van vlinders uit de familie van de Nymphalidae. De wetenschappelijke naam voor dit geslacht is voor het eerst voorgesteld door John Obadiah Westwood in een publicatie uit 1850.

## Soorten
- P. acholica Riley, 1932
- P. annakae Knoop, 1988
- P. boisduvalii (Doubleday, 1845)
- P. clarkii Butler & Rothschild, 1892
- P. deludens Neave, 1912
- P. dolomena (Hewitson, 1865)
- P. eurytus (Linnaeus, 1758)
- P. hostilia (Drury, 1782)
- P. imerina (Hewitson, 1864)
- P. kuenowi Dewitz, 1879
- P. lucretia (Cramer, 1779)
- P. peyrierasi Collins, 1991
- P. poggei (Dewitz, 1879)
- P. rubrobasalis Aurivillius, 1903
- P. semire (Cramer, 1780)
- P. warburgi Aurivillius, 1892